# Joan Rodon i Bonet
Joan Rodon i Bonet (Barcelona, 22 de abril de 1956 - Barcelona, 15 de abril de 2009) fue un arquitecto y profesor universitario catalán.

## Formación
Estudió arquitectura en la Escuela Técnica Superior de Arquitectura de Barcelona, centro dependiente de la Universidad Politécnica de Cataluña, de la que será posteriormente profesor de postgrado.
Miembro del Colegio Oficial de Arquitectos de Cataluña, desde 1997 es miembro de la junta directiva de Arquinfad-FAD.

## Actividad profesional
A lo largo de su carrera se especializó, mediante su estudio "Joan Rodon, Arquitectos Asociados SA", en la realización de equipamientos y la rehabilitación del patrimonio arquitectónico, sin olvidar la construcción de obra nueva. A lo largo de su carrera rehabilitó la Biblioteca de Cataluña, el archivo comarcal de Villanueva y Geltrú o el Palacio de la Generalidad de Cataluña y la Casa de los Canónigos adyacente. Asimismo realizó la obra del nuevo Museo Diocesano de Lérida, la creación de oficinas en la Casa de les Punxes, la cafetería del MACBA y varios edificios de viviendas en toda Cataluña.
En el año 1998 fue galardonado con el Premio Nacional de Patrimonio Cultural por la reforma y ampliación de la Biblioteca de Cataluña.